# Cervonîi Lîman, Pokrovske
Cervonîi Lîman (în ucraineană Червоний Лиман) este un sat în comuna Oleksandrivka din raionul Pokrovske, regiunea Dnipropetrovsk, Ucraina.

## Demografie
Componența lingvistică a localității Cervonîi Lîman
     Ucraineană (93,89%)
     Rusă (4,84%)
     Alte limbi (0,21%)
Conform recensământului din 2001, majoritatea populației localității Cervonîi Lîman era vorbitoare de ucraineană (93,89%), existând în minoritate și vorbitori de rusă (4,84%) și armeană (1,05%).